# Watch Out (Raunchy)
"Watch Out" er et nummer af det danske industrial metal-band, Raunchy. Nummeret er fra albummet Confusion Bay. Nummeret "Watch Out" blev et af deres mest kendte.[kilde mangler] "Watch Out" betyder oversat "Pas på" eller "Hold øje med hvad der sker", så det er "Kig Frem".

## Video
Videoen til nummeret handler om et barns sørgmodige liv fra hans fødsel til teenageliv. Det sørgmodige er, at han mangler omsorg og kærlighed, derfor bliver han meget sindssyg, og han slår en uskyldig kat ihjel. Musikvideoen ender med, at hans psykisk syge mor og far dør, da de bliver myrdet af voldsmænd, og at teenagedrengen vælger en operation eller selvmord – præcist hvad får man ikke at vide.